# 黒瀬健太
黒瀬 健太（くろせ けんた、1997年8月12日 - ）は、大阪府泉南市出身の元プロ野球選手（内野手）。右投右打。
歴代4位、右打者では史上最多となる、高校通算97本塁打を記録している。

## 経歴

### プロ入り前
新家小学校1年から新家スターズで外野手として軟式野球を始めて同年中に捕手へ転向し、泉南市立一丘中学校では「貝塚ヤング」に所属した。
初芝橋本高校に進学し、1年生からベンチ入りし、秋からは正捕手となる。2年生秋の和歌山県大会ではベスト4、3年生夏は3回戦敗退で甲子園出場はなかった。高校通算97本塁打。
2015年のプロ野球ドラフト会議で福岡ソフトバンクホークスから5巡目で指名され、11月20日に契約金3500万円、年俸500万円（金額は推定）で契約合意に達し、入団した。背番号は61。

### プロ入り後
2016年は二軍公式戦において15試合の出場し、打率.186。三軍戦では71試合に出場、打率.209、2本塁打の成績を残す。
2017年2月25日、宮崎春季キャンプにおいて打撃練習中に負傷し、宮崎市内の病院で「右母指基節骨骨折」と診断され、同月27日に手術を行ったと発表された。5月6日に行われた三軍戦で復帰し、6月22日のウエスタン・リーグ・対広島東洋カープ戦で二軍公式戦に出場する。同年も一軍公式戦の出場機会は得られなかったが、二軍公式戦に22試合出場し、打率.172、2打点、三軍戦では、47試合に出場し、打率.244、5本塁打、26打点の成績を残す。10月19日、11月25日から台湾で開催される2017アジアウインターベースボールリーグにおいて、NPBウエスタン選抜に選出された。12月3日の対JABA選抜（日本社会人野球代表）戦で守備で牽制の際に走者と交錯し負傷交代する。頭部打撲による脳震盪の恐れがあり、12月5日に帰国して検査を受けることとなった。
2018年も一軍公式戦の出場はなく、10月4日に戦力外通告を受けるが、11月20日に育成選手として再契約された。背番号は126。
2019年、二軍公式戦に16試合出場。三軍戦では87試合に出場し、打率.255、5本塁打、34打点を記録する。
2020年、二軍公式戦に11試合出場し、三軍戦では48試合に出場し、打率.328、8本塁打、23打点の成績を残す。
2022年は、7月17日までにウエスタン・リーグで打率.260、チーム2位となる7本塁打を記録、オールスターゲーム明け直前の7月28日、4年ぶりに支配下選手へ復帰することが発表された。背番号は12。その後、一軍初出場を果たし、8月3日の北海道日本ハムファイターズ戦（札幌ドーム）ではプロ初安打を記録するも、7試合の出場に留まり、10月22日に球団から戦力外通告を受けた。11月8日の12球団合同トライアウト（楽天生命パーク宮城）に参加するも
、3打数無安打と結果を残せず、12月26日に自身のインスタグラムで現役を引退することを発表した。

### 現役引退後
現役引退後も球団に残り、野球振興部スタッフを務める。

## 選手としての特徴・人物
長打力が持ち味の右の大砲候補。高校時代に50m走のタイム6秒85、遠投100mを記録している。
愛称は「クロ」、「クロちゃん」。
高校時代に好きな野球選手として森友哉を挙げている。
2021年から中田翔の自主トレに参加し、弟子入りしている。同年の自主トレでは、同行していた中田のトレーナーからスポーツ力学を教わり、自身に合った体の使い方、力の出し方の引き出しが増えたという。また、夜間は酒とバットを片手に中田と打撃理論を語り合い、「僕の考えを伝えると、自分のことのように親身に考えてくださった。めちゃくちゃ濃い時間でした。翔さんからは凄く愛情を感じるんですよね」と語っている。

## 詳細情報

### 年度別打撃成績
| 年 度     | 球 団        | 試 合 | 打 席 | 打 数 | 得 点 | 安 打 | 二 塁 打 | 三 塁 打 | 本 塁 打 | 塁 打 | 打 点 | 盗 塁 | 盗 塁 死 | 犠 打 | 犠 飛 | 四 球 | 敬 遠 | 死 球 | 三 振 | 併 殺 打 | 打 率 | 出 塁 率 | 長 打 率 | O P S |
| --------- | ------------ | ----- | ----- | ----- | ----- | ----- | -------- | -------- | -------- | ----- | ----- | ----- | -------- | ----- | ----- | ----- | ----- | ----- | ----- | -------- | ----- | -------- | -------- | ----- |
| 2022      | ソフトバンク | 7     | 15    | 12    | 0     | 2     | 0        | 0        | 0        | 2     | 1     | 0     | 0        | 0     | 1     | 2     | 0     | 0     | 8     | 0        | .167  | .267     | .167     | .433  |
| 通算：1年 | 通算：1年    | 7     | 15    | 12    | 0     | 2     | 0        | 0        | 0        | 2     | 1     | 0     | 0        | 0     | 1     | 2     | 0     | 0     | 8     | 0        | .167  | .267     | .167     | .433  |

### 年度別守備成績
| 年 度 | 球 団        | 一塁  | 一塁  | 一塁  | 一塁  | 一塁  | 一塁     |
| 年 度 | 球 団        | 試 合 | 刺 殺 | 補 殺 | 失 策 | 併 殺 | 守 備 率 |
| ----- | ------------ | ----- | ----- | ----- | ----- | ----- | -------- |
| 2022  | ソフトバンク | 5     | 23    | 4     | 0     | 1     | 1.000    |
| 通算  | 通算         | 5     | 23    | 4     | 0     | 1     | 1.000    |

### 記録
初記録
- 初出場・初打席：2022年7月30日、対埼玉西武ライオンズ13回戦（福岡PayPayドーム）、9回裏に牧原大成の代打で出場、與座海人から遊飛
- 初先発出場：2022年7月31日、対埼玉西武ライオンズ14回戦（福岡PayPayドーム）、8番・一塁手で先発出場
- 初打点：同上、2回裏にディートリック・エンスから左犠飛
- 初安打：2022年8月3日、対北海道日本ハムファイターズ17回戦（札幌ドーム）、5回表に上原健太から左前安打

### 背番号
- 61（2016年 - 2018年）
- 126（2019年 - 2022年7月27日）
- 12（2022年7月28日 - 同年終了）

### 登場曲
- 「オレガヤレバ」寿君（2016年）
- 「自分なりの道」AK-69（2017年）
- 「ライオンの子」 Spinna B-ill & The Cavemans（2018年）
- 「MY DREAM（STEP UP RIDDIM）」 HISATOMI（2018年 - 2019年）
- 「道」MUNEHIRO（2019年）
- 「My Time (feat. Jeremih)」ファボラス（2020年）
- 「The Show Goes On」Lupe Fiasco（2021年）
- 「楽園 feat. DOZAN11」HISATOMI（2021年）
- 「Chain On My Neck」MC TYSON（2022年）

### 代表歴
- 2017アジアウインターベースボールリーグ：NPBウエスタン選抜[14]